# Buch (Bannwald)
Das Gebiet Buch ist ein mit Verordnung vom 31. August 2000 durch die Körperschaftsforstdirektion Tübingen ausgewiesener Bannwald (Schutzgebiet-Nummer 100552) bei Ummendorf im Landkreis Biberach in Baden-Württemberg.

## Lage
Das Schutzgebiet befindet sich südöstlich von Ummendorf (bei Biberach). Es handelt sich um einen artenreichen und mit Altholz durchsetzen Waldmeister-Buchen-Wald an den Einhängen eines von Südwest nach Nordost
verlaufenden Tobels. Das Schutzgebiet liegt im Staatswald Biberach und beinhaltet die Abteilungen 1, 3 und 4 ganz und 10,5 ha der Abteilung 2 und 0,7 ha der Abteilung 6 des Distriktes XV, Buch.
Der Bannwald ist Teil des FFH-Gebiets Umlachtal und Riß südlich Biberach und im Südosten grenzt der Bannwald an das Landschaftsschutzgebiet Umlachtal.
Im Schutzgebiet liegen drei Biotope: Buchenwald NW Fischbach mit der Biotopnummer 279254261288, Laubwald mit Hangquellaustritte W Fischbach mit der Biotopnummer 279254261289 und Buchenaltholz W Fischbach mit der Biotopnummer 279254261301.

## Vegetation
Im Bannwald kommen laut Waldbiotopkartierung die folgenden Arten vor:
Berg-Ahorn, Wald-Frauenfarn, Nesselblättrige Glockenblume, Zittergras-Segge, Wald-Segge, Echter Seidelbast, Echter Wurmfarn, Rotbuche,
Gemeine Esche, Waldmeister, Ruprechtskraut, Gemeiner Efeu, Rote Heckenkirsche, Wald-Bingelkraut, Wald-Flattergras, Wald-Sauerklee,
Einbeere, Ährige Teufelskralle, Gemeine Fichte, Vielblütige Weißwurz, Hohe Schlüsselblume, Vogelkirsche, Stieleiche,
Schwarzer Holunder, Fuchssches Greiskraut, Bergulme, Hohltaube, Grasfrosch, Kriechender Günsel, Schwarz-Erle, Wald-Engelwurz, Wald-Geißbart,
Kohldistel, Hohler Lerchensporn, Winter-Schachtelhalm, Wald-Schachtelhalm, Riesen-Schachtelhalm, Waldkiefer, Gelappter Schildfarn,
Gewöhnliche Traubenkirsche, Vogelbeere, Welliges Sternmoos, Spitzahorn, Jura-Streifenfarn, Vogelfuß-Segge, Hänge-Segge, Wechselblättriges Milzkraut,
Gemeine Hasel, Gewöhnlicher Dornfarn, Großes Springkraut, Weißliche Hainsimse, Hain-Rispengras, Hasenlattich, Schönes Widertonmoos.
Im Biotop Buchenaltholz W Fischbach kommt laut Waldbiotopkartierung der Jura-Streifenfarn vor, der in Deutschland selten und regional ausgestorben ist. 

## Schutzzweck
Der Schutzzweck des Bannwalds ist gemäß Schutzgebietsverordnung 
- die unbeeinflußte Entwicklung der naturnahen Waldmeister-Buchenwälder, Bergahorn-Mischwälder sowie der Bacheschenwälder mit ihren Tier- und Pflanzenarten zu sichern (Prozeßschutz), sowie die wissenschaftliche Beobachtung der Entwicklung zu gewährleisten.
- dies beinhaltet den Schutz der Lebensräume und -gemeinschaften, die sich im Gebiet befinden, sich im Verlauf der eigendynamischen Entwicklung des Waldbestandes innerhalb des Schutzgebietes ändern oder durch die eigendynamische Entwicklung entstehen.

## Betreuung
Wissenschaftlich betreut wird der Bannwald durch die Forstliche Versuchs- und Forschungsanstalt Baden-Württemberg (BVA).